# Флоренс Ли
Флоренс Ли (енгл. Florence Lee) је била америчка глумица, рођена 12. марта 1888. године у Вермонту, а преминула 1. септембра 1962. године у Холивуду. Играла је у 99 филмова између 1911. и 1933. године.